# Henry Cavill
Henry William Dalgliesh Cavill (/ˈkævᵻl/; født 5. maj 1983) er en britisk skuespiller. Cavill er mest kendt for rollerne som Superman og Geralt i Netflix-serien The Witcher.
Cavill begyndte sin karriere med at spille hovedrollerne i filmatiseringerne af Greven af Monte Cristo (2002) og I Capture the Castle (2003). Han dukkede senere op i mindre biroller i tv-serier såsom BBCs Inspector Lynley Mysterier, ITVs Inspektør Barnaby og Showtimes The Tudors (2007-2010). Herefter krydsede han over til mainstream Hollywood-film såsom Tristan & Isolde (2006), Stardust (2007), Blood Creek (2009) og Immortals (2011).

## Udvalgt filmografi

### Film
- Laguna (2001) – Thomas
- Greven af Monte Cristo (2002) – Albert Mondego
- I Capture the Castle (2003) – Stephen Colley
- Tristan & Isolde (2006) – Melot
- Stardust (2007) – Humphrey
- Blood Creek (2009) – Evan Marshall
- Immortals (2011) – Theseus
- The Cold light of Day (2012) – Will
- Man of Steel (2013) – Clark Kent / Superman
- The Man From U.N.C.L.E. (2015) – Solo
- Batman v Superman: Dawn of Justice (2016) – Clark Kent / Superman
- Sand Castle (2017) – Cpt. Syverson
- Justice League (2017) – Clark Kent / Superman
- Mission: Impossible - Fallout (2018) – August Walker
- Nomis (2018) – Marshall
- Enola_Holmes_(film) (en) (2020) - Sherlock Holmes

### Tv-serier
- The Inspector Lynley Mysteries (2002) – Chas Quilter
- Kriminalkommissær Barnaby (2003) – Simon Mayfield
- The Tudors (2007–2010) – Charles Brandon
- The Witcher (2019-) – Geralt af Rivia